# Ümid Baku
Ümid Baku – azerski klub piłkarski, mający siedzibę w stolicy kraju, mieście Baku, działający w latach 2000–2003.

## Historia
Chronologia nazw:
- 2000: Ümid Bakı FK
- 2002: Təfəkkür Universiteti Bakı FK
- 2003: Ümid Bakı FK
- 2003: klub rozwiązano

Klub sportowy Ümid Bakı FK został założony w miejscowości Baku w 2000 roku. Ümid w języku azerskim oznacza nadzieja. W sezonie 2000/01 został wicemistrzem w Birinci Dəstə i zdobył awans do najwyższej ligi, zwanej Yüksək Liqa. Na początku 2002 zmienił nazwę na Təfəkkür Universiteti Bakı FK. Debiutowy sezon 2001/02 zakończył na 9.pozycji w rundzie zasadniczej i potem walczył w grupie spadkowej, gdzie został sklasyfikowany na końcowym 10.miejscu. Po zakończeniu sezonu 2001/02 doszło do konfliktu klubów i Azerbejdżańskim Związkiem Piłki Nożnej (AFFA). W wyniku tego sporu nie udało się rozegrać mistrzostw w następnym sezonie. Po wznowieniu rozgrywek w sezonie 2003/04 zespół powrócił do nazwy Ümid Bakı FK, ale zrezygnował po 8.kolejkach z dalszych rozgrywek w Yüksək Liqa. Jego wszystkie mecze były anulowane, a klub został sklasyfikowany na ostatnim 15.miejscu. 26 lipca 2003 klub został rozwiązany.

## Barwy klubowe, strój
|  |  |  |

Klub ma barwy niebiesko-czerwono-zielone. Strój jest nieznany.

## Sukcesy

### Trofea międzynarodowe
Nie uczestniczył w rozgrywkach europejskich (stan na 31-05-2019).

### Trofea krajowe
| \| \| Zdobyte trofea w rozgrywkach Azerbejdżanu (stan na: 31-05-2019) \| |                                                                 |      |                  |
| Rozgrywki                                                                | Osiągnięcie                                                     | Razy | Sezon(y)         |
| Mistrzostwo                                                              | I miejsce                                                       | 0    |                  |
| Mistrzostwo                                                              | II miejsce                                                      | 0    |                  |
| Mistrzostwo                                                              | III miejsce                                                     | 0    |                  |
| Mistrzostwo                                                              | 10.miejsce                                                      | 1    | 2001/02          |
| Puchar                                                                   | zdobywca                                                        | 0    |                  |
| Puchar                                                                   | finalista                                                       | 0    |                  |
| Puchar                                                                   | 1/8 finału                                                      | 2    | 2000/01, 2001/02 |
| II liga                                                                  | I miejsce                                                       | 0    |                  |
| II liga                                                                  | II miejsce                                                      | 1    | 2000/01          |
| II liga                                                                  | III miejsce                                                     | 0    |                  |
| Azerbejdżan                                                              | Zdobyte trofea w rozgrywkach Azerbejdżanu (stan na: 31-05-2019) |      |                  |

## Poszczególne sezony

### Rozgrywki międzynarodowe

#### Europejskie puchary
Nie uczestniczył w rozgrywkach europejskich.

### Rozgrywki krajowe
| \| Azerbejdżan \| Bilans występów klubu w rozgrywkach piłkarskich Azerbejdżanu (Stan na 31 maja 2019 r.) \| \| |                                                                                        |        |       |   |   |   |    |    |     |           |        |        |      |
| Poziom | Rozgrywki                                                                              | Sezony | Mecze | Z | R | P | B+ | B– | Pkt | Lata      | Awanse | Spadki | Naj. |
| I | Yüksək Liqa                                                                            | 2      |       |   |   |   |    |    |     | 2001–2003 | 0      | 1      | 10   |
| II | Birinci Dəstə                                                                          | 1      |       |   |   |   |    |    |     | 2000/01   | 1      | 0      | 2    |
| | Puchar Azerbejdżanu                                                                    | 2      |       |   |   |   |    |    |     | 2000–2002 | 0      | 0      | 1/8  |
| Azerbejdżan | Bilans występów klubu w rozgrywkach piłkarskich Azerbejdżanu (Stan na 31 maja 2019 r.) |        |       |   |   |   |    |    |     |           |        |        |      |

## Struktura klubu

### Stadion
Klub piłkarski rozgrywał swoje mecze domowe na stadionie Ümid w Baku o pojemności 1000 widzów.

## Kibice i rywalizacja z innymi klubami

### Derby
- Dinamo-Bakılı Baku
- Neftçi PFK
- OIK Baku
- Şəfa Baku
- Xəzər Universiteti Baku